# San Salvador, Bahamas
San Salvador är ett distrikt och en ö i Bahamas. San Salvador har en area på 94,9 km² och är 11,2 km bred från öst till väst och 19,25 km lång från norr till söder. Ön är omsluten av korallrev runt om kusten med några undantag i området i väster där huvudorten Cockburn Town ligger.
San Salvador Airport ligger i distriktet.